# شهرستان اورورو
شهرستان اورورو (به اسپانیایی: Departamento de Oruro) یکی از  بخش در بولیوی است که در بولیوی واقع شده‌است. شهرستان اورورو ۵۳٬۵۸۸ کیلومتر مربع مساحت و ۴۹۴٬۱۷۸ نفر جمعیت دارد.